# Pillars of Eternity
Pillars of Eternity es un videojuego de rol de fantasía desarrollado por Obsidian Entertainment para Windows, OS X y Linux, financiado a través de Kickstarter, donde se le llamaba Project Eternity. En la producción del juego están involucrados Chris Avellone, Tim Cain, y Josh Sawyer. Este videojuego fue nominado a The Game Awards en la categoría a mejor juego de rol. El portal de reseñas IGN nominó al videojuego como juego del año, juego del año para PC y mejor RPG.
Adicionalmente el blog de videojuegos para PC Rock, Paper, Shotgun lo calificó como el mejor RPG del 2015. La revista PC Gamer le concedió el premio Spirit of the PC de 2015.
Pillars of Eternity fue nominado a juego del año, mejor juego exclusivo para PC, mejor juego original y ganó el Premio Global Game en la categoría Mejor RPG de 2015, superando a The Witcher 3: Wild Hunt y Fallout 4. Los lectores de la revista PC Invaders le otorgaron el premio a Mejor título exclusivo para PC de 2015.

## Modo de juego
Pillars of Eternity cuenta con sistema de juego táctico en tiempo real con pausa y una interfaz de usuario isométrica, de una forma similar a sus precuelas espirituales Planescape: Torment, Icewind Dale y Baldur's Gate (todos basados en el motor gráfico Infinity Engine de BioWare). Feargus Urquhart ha explicado porqué Obsidian escogió usar un modelo de financiación en masa para Pillars of Eternity en vez del tradicional convenio desarrollador/distribuidora, "Lo que Kickstarter nos permite es hacer un juego que es absolutamente evocador de esos geniales juegos, ya que intentar financiar algo así a través de una distribuidora sería casi imposible". 
La mecánica del juego no estará basada en las reglas de Dungeons & Dragons. Fue anunciado el 14 de septiembre de 2012 y completó su objetivo de 1,1 millones de dólares en poco más de 24 horas. Pillars of Eternity superó la marca de 1.6 millones de dólares cinco días después de que iniciara la campaña, y una versión para OS X fue anunciada junto a opción de obtener el juego libre de DRM a través de GOG.com. La versión para Linux fue anunciada el 19 de septiembre de 2012. La recaudación final fue de casi 4 millones de dólares.

## Historia
La historia tiene lugar en el mundo de Eora, en una región del hemisferio sur llamada el Reino Oriental; el cual tiene un área aproximada del tamaño de España. El Reino Oriental contiene varias naciones, incluyendo el Libre Palatinado de Dyrwood.
Social y tecnológicamente la mayoría de las civilizaciones en Eora se encuentran en lo que correspondería a las últimas etapas de la Edad Media, más en concreto a la Baja Edad Media, cerca del Renacimiento. Las armas de fuego son una invención relativamente nueva y son bastante incómodas de usar, razón por la cual su uso no está muy extendido. Son sin embargo muy eficaces contra las personas que hacen uso de la magia.

## Personajes
El personaje del jugador puede ser masculino o femenino y pertenecer a una de las seis razas disponibles; el juego se referirá a él como "El observador". En el transcurso de la aventura, el jugador podrá reclutar hasta ocho personajes secundarios como compañeros. 

## Argumento
El jugador es un extranjero que llega a Dyrwood. Su caravana es atacada por una misteriosa tormenta que mata a todos sus compañeros, menos a él. Este toma refugio en una cueva, siendo testigo de como los seguidores de un culto realizan un ritual con una máquina que puede despojar a las almas de sus cuerpos. Expuesto a estas energías, el personaje del jugador se convierte en un vigilante; una persona capaz de ver las almas. Este llega también a convertirse en un "despertado", un ser capaz de acceder a los recuerdos de sus vidas pasadas. Esto maldice al vigía con visiones de vigilia y una incapacidad para conciliar el sueño. Con el tiempo esto enloquece al vigía, por lo que se dispone a localizar a los miembros de la secta y revertir la maldición.
Dyrwood es maldecido con la plaga Hollowborn: los niños nacen sin alma, lo que los deja en estado vegetal. Muchas personas culpan a los "animancers", científicos que estudian y manipulan las almas. Investigando la maldición, el vigilante descubre que las almas de los niños contagiados de Hollowborn han sido robadas por una secta conocida como "La Llave de Plomo", dirigida por un sacerdote llamado Thaos; el cual entrega la plaga a los animancers. Esta campaña culmina con un motín donde los animancers son linchados y su escuela destruida.
El vigilante y sus compañeros persiguen a Thaos hasta Los Olmos Gemelos, donde finalmente se conoce la verdad detrás de las acciones de Thaos. Los dioses, son seres sintéticos creados por antiguos animancers para que sirvan como una fuerza civilizadora para el mundo. Thaos es el último sobreviviente de su orden, y su misión eterna es asegurar que nadie descubra el secreto de los dioses. Para ello , trabaja para desacreditar y eliminar a los animancers dondequiera que aparezcan. El roba el alma de Hollowborn para empoderar a la diosa Woedica, que odia la oniromancia y desea verla destruida. Aunque los otros dioses tienen interés en proteger su secreto, no desean que Woedica los gobierne y proporcionan ayuda al vigilante en su enfrentamiento contra Thaos. El vigilante finalmente mata a Thaos en su guarida. El final puede variar en función de las acciones del vigilante durante el juego.

## Desarrollo
Pillars of Eternity fue desarrollado por Obsidian Entertainment y publicado por Paradox Interactive. El juego fue desarrollado sobre una versión modificada del motor de videojuego Unity realizada específicamente para este. La dirección del videojuego estuvo a cargo de Josh Sawyer y en su producción participaron Chris Avellone, Tim Cain y Adam Brennecke. El director de sonido del videojuego fue Justin Bell, quien también compuso la música del juego. Bell se inspiró en la música de Baldur's Gate e Icewind Dale al momento de componer la música del videojuego.
El 10 de septiembre de 2012 en la página web de Obsidian Entertainment se publicó una broma sobre un nuevo videojuego titulado Proyecto X, que inicialmente era un número cuatro (4) rodeado por un uróboros. Al siguiente día se reveló un conteo regresivo en la página web. El 14 de septiembre de 2012, la campaña en Kickstarter reveló más detalles del proyecto. Después de veinticuatro (24) horas de publicado el proyecto en Kickstarter 
este recaudo U$ 1.1 millones de dólares y se anunciaron una serie de "objetivos ambiciosos". Pillars of Eternity superó la marca de U$ 1.6 millones de dólares cinco (5) días después de comenzar la recaudación de fondos. Posteriormente se anunció una versión para OS X del videojuego que sería publicado con una versión libre de DRM a través de GoG.com
En marzo de 2014, se anunció que Paradox Interactive se encargaría de la comercialización y distribución del videojuego, mientras que Obsidian Entertainment conservaría los derechos de propiedad intelectual sobre el mismo.
El 11 de marzo de 2015 lanzaron una vista previa del documental titulado Camino a la Eternidad. En este se revela como el dinero recaudado por Obsidian Entertainment a través de la campaña de financiamiento en Kickstarter, salvo a la compañía del cierre; ya que esta había estado sufriendo problemas financieros tras la cancelación de un proyecto «para las consolas de siguiente generación» en el año 2012.
El 4 de abril de 2012 se publicó el proyecto en Kickstarter. El 11 de abril se anunció el soporte para Linux. El 29 de abril se anunció que finalmente recaudo U$ 1'836.447 millones de dólares contando con la participación de 36.276 patrocinadores.

## Lanzamiento
El 17 de marzo de 2015, Obsidian Entertainment confirmó que Pillars of Eternity estaba listo para entrar en fase de producción y lanzamiento. El juego fue lanzado al mercado el 26 de marzo de 2015 para Microsoft Windows, OS X y Linux. El juego fue publicado en dos ediciones; la Edición Campeón, que incluía un almanaque de campaña, un mapa del juego, la banda sonora fondos de pantalla y ring tones. Y la Edición Realeza que incluía lo anterior junto a una guía de estrategia, arte conceptual y una novela escrita por Chris Avellone.

## Expansión
De acuerdo con Adam Brennecke, Obsidian Entertainment estaba trabajando en una expansión para el videojuego, la cual sería muy similar a Tales of the Sword Coast, expansión del videojuego Baldur's Gate. Sin embargo no reveló más detalles debido a que aún se encontraba en fase de desarrollo. La expansión Pillars of Eternity: The White March fue anunciada formalmente en la Electronic Entertainment Expo 2015 para ser lanzada al mercado en dos (2) partes. La primera parte fue lanzada el 25 de agosto de 2015 y la segunda parte salió al mercado el 16 de febrero de 2016. La primera parte extendió el juego elevando los límites de nivel y añadiendo nuevas habilidades y nuevos miembros a la partida. Esta expansión narra el intento del protagonista para ingresar en una antigua fortaleza para buscar la fundición blanca. 
La marcha blanca - Parte I recibió críticas positivas mixtas. En Metacritic recibió una puntuación de 76 puntos sobre 100. Esta expansión recibió elogios principalmente por expandir el universo base con más contenido y batallas más difíciles. Sin embargo recibió críticas negativas por su excesivo enfoque en el combate y por parecerse demasiado al videojuego original.
La marcha blanca - Parte II fue generalmente mejor recibida por la crítica. IGN alabó la expansión escribiendo: «es mucho más entretenida que la primera mitad de la expansión» a la vez que subraya el estatus de Pillars of Eternity como «uno de los más memorables juegos de rol de los últimos tiempos».  Metacritic la calificó con 80 puntos sobre 100 resaltando «críticas generalmente favorables». The Escapist elogio la historia y la importancia de las decisiones del jugador en el desarrollo del juego.

## Recepción
Pillars of Eternity fue recibido con buenas críticas tras su lanzamiento al mercado. Metacritic con críticas generalmente favorables la puntuó con 89/100. The Escapist escribe «Nutriéndose de una base de simpatizantes nostálgicos, es un excelente juego de rol por sus propios méritos», a la vez que indica «es el mejor juego de rol en salir en años». PC Gamer escribe «Obsidian hizo su mejor jugada hasta ahora con Pillars of Eternity» resaltando también «es un digno sucesor de los juegos como Baldur's Gate que le inspiraron». IGN elogia el juego resaltando que es una representación de lo que es bueno en la vieja escuela de los juegos de rol.